# Fosterländska fronten

Fosterländska frontens baner med kryckkorset i mitten.

Fosterländska fronten (tyska: Vaterländische Front) var ett konservativt, nationalistiskt och korporativt politiskt parti i Österrike. Det bildades år 1933 och var det styrande partiet i Österrike åren 1933–1938 under den austrofascistiska diktaturen och nådde år 1938 ett medlemsantal på över 3,3 miljoner.

## Historia

### Etablerandet av ståndsstaten
Fosterländska fronten grundades i Första republiken Österrike år 1933 genom en sammanslagning av det konservativa Kristligtsociala partiet, bondepartiet Landbund och de paramilitära hemvärnen. Det skulle vara en organisation för alla "lojala österrikare" i kamp mot såväl socialister som de inhemska nazisterna vilka ville införliva Österrike med Tyskland. Trots motståndet mot Nazityskland och repressalier mot landets judar anammades fascistiska eller pseudofascistiska ideal, såsom hälsningen Front Heil. Förbundskansler Engelbert Dollfuß hade utmanövrerat oppositionen och åsidosatt Nationalrådet i mars 1933 varpå han styrde genom krigslagar. Efter det kortvariga österrikiska inbördeskriget 1934 stärktes kanslerns och partiets maktposition ytterligare och den 1 maj 1934 avskaffades de sista resterna av det parlamentariska systemet i och med utfärdandet av en ny författning och utropandet av Förbundsstaten Österrike. Samma dag skrevs en ny lag som slog fast Fosterländska frontens roll som "bärare av den österrikiska statstanken".

### Under enpartisystemet
Efter Dollfuß död till följd av det nazistiska kuppförsöket i juli 1934 efterträddes han på posten som förbundskansler av Kurt Schuschnigg medan hemvärnsledaren Ernst Rüdiger Starhemberg blev ledare för Fosterländska fronten. 1936 övertog Schuschnigg även ledarskapet för partiet som officiellt förklarades vara den enda tillåtna politiska organisationen i landet. Statsanställda var enligt lag förpliktigade att bli partimedlemmar och den statliga ungdomsorganisationen Österreichisches Jungvolk stod organisatoriskt under Fosterländska fronten. Schuschnigg förlitade sig på den italienske premiärministern Benito Mussolinis beskydd och fick det också i den inre maktkampen med Starhemberg; de kvarvarande hemvärnsförbanden avväpnades och upplöstes efter regeringsombildningen i maj 1936. Hemvärnen ersattes av Frontmiliz som från maj 1936 enligt lag utgjorde Fosterländska frontens väpnade gren.

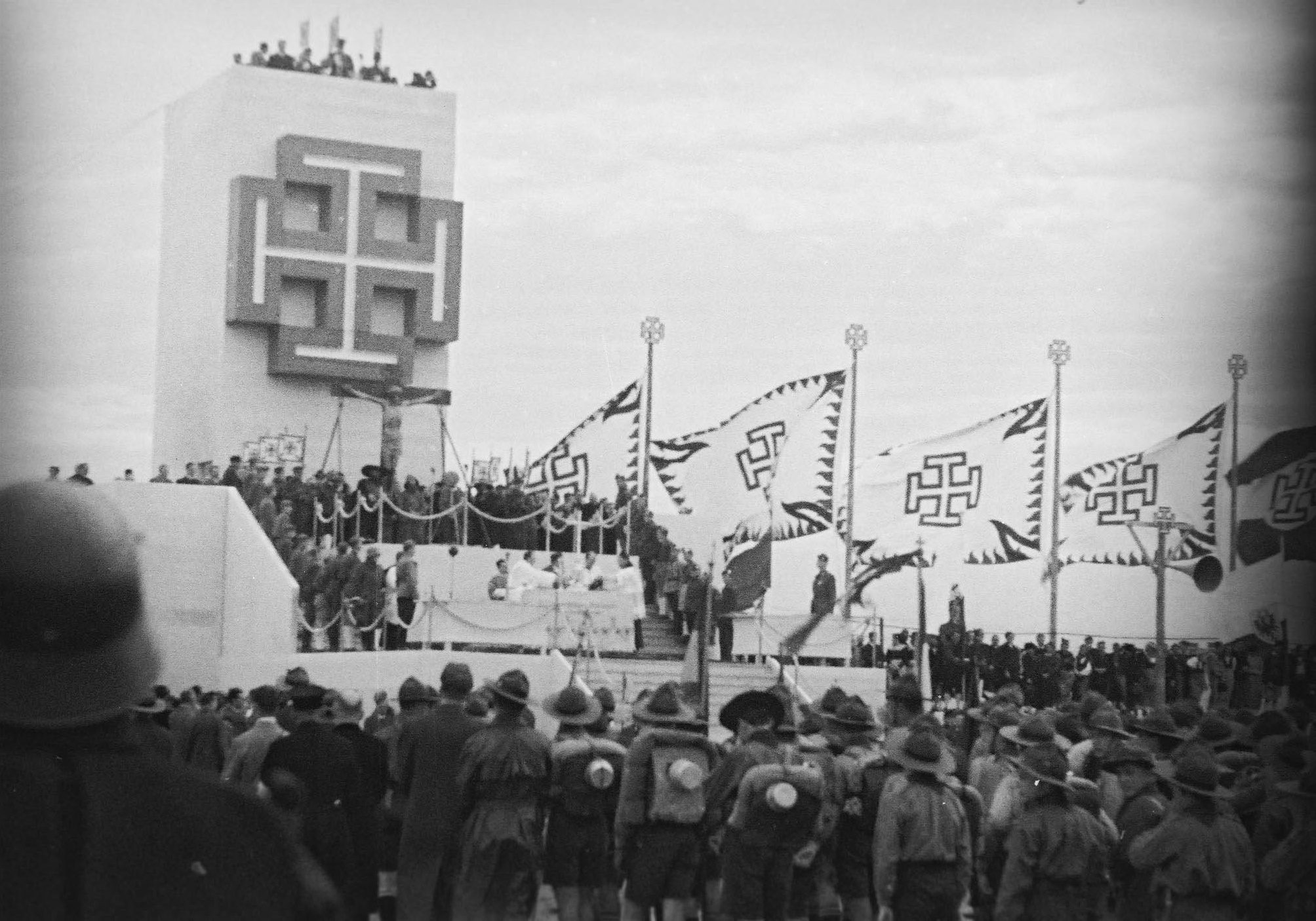
Fronten kallar till massmöte. Fotografi från 1936.

Utrikespolitiskt utsattes dock Österrike för allt kraftfullare påtryckningar av Tyskland och när den efter Abessinienkrisen internationellt isolerade Mussolini närmade sig Adolf Hitler tvingades Schuschnigg till eftergifter. Partiets liksom regeringens ställning höll snabbt på att försvagas. Redan i juli 1936 hade Schuschnigg tvingats låta släppa flera österrikiska nazister som hade dömts för kuppförsöket tre år tidigare ur fängelse och tre nazistledare trädde även in i regeringen, trots att det österrikiska nazistpartiet officiellt fortsatte vara förbjudet. Under sommaren 1937 fick Fosterländska fronten en ny väpnad formation efter nazistisk modell, Sturmkorps, som dock aldrig hann bli mer än 4800 man stark.

### Upplösning
Den 12 februari 1938 kallades Schuschnigg till ett möte med Hitler i Berchtesgaden i Bayern. På mötet ställde Hitler ett antal krav på Schuschnigg som kom att direkt leda till slutet på både det rådande enpartisystemet och Österrike som en suverän statsbildning. Kraven var att Nazistpartiet i Österrike åter skulle tillåtas, att österrikiska nazister skulle få verka helt fritt, att Arthur Seyss-Inquart skulle utses till Österrikes inrikesminister med full kontroll över polisväsendet och att Franz Böhme skulle utses till Österrikes generalstabschef. Den 16 februari 1938 tillträdde Arthur Seyss-Inquart som inrikesminister i enlighet med Hitlers krav och Schuschnigg öppnade upp för att aktiva nazister, vilka tidigare likt de vänsteroppositionella hindrats från att bli partimedlemmar, gick med i och utövade inflytande i Fosterländska fronten. Fronten upplöstes i mars 1938 efter den tyska annekteringen av Österrike varpå Nationalsocialistiska tyska arbetarpartiet, som sedan 1933 var enda tillåtna parti i Tyskland, övertog alla regeringsuppgifter.

## Politisk plattform
Ideologiskt influerades Fosterländska fronten av Mussolinis fascism och påbuden i den påvliga encyklikan Quadragesimo anno. Partiet omstöpte den österrikiska statsapparaten och hela samhället efter strängt korporativa principer som skulle förebygga klasskamp och skapa nationell enighet. Stöd gavs främst av Katolska kyrkan, militären, överklassen och bondebefolkningen. På den politiska dagordningen fanns främst kampen mot marxismen, det största hotet som man såg i socialdemokraterna som organiserade industriarbetarna i städerna. Partiet var dock även emot de pangermanska strömningarna på högerkanten som dominerades av nazisterna men efter att det stod klart att Italien inte tänkte skydda Österrike mot ett expansionistiskt Tyskland tvingades man anpassa sig till ökande nazistiska krav.